# Cratere Sapphire
Sapphire è un cratere sulla superficie di 2867 Šteins.